# Мэдисон, Майкл
Майкл Мэдисон (англ. Michael Madison) — американский серийный убийца, похитивший и убивший трёх женщин в штате Огайо. В 2016 году был приговорён к смертной казни. На сегодняшний день он всё ещё дожидается исполнения смертного приговора.

## Биография
Майкл Мэдисон родился 15 октября 1977 года в Ист-Кливленде, штат Огайо. О его детстве и юности мало что известно. Родился в семье Даны Мэдисон и Джона Болдуина в результате случайной беременности. Сам Джон Болдуин отрицает, что является отцом Майкла Мэдисона. Учился средне. В 2000 и 2001 годах попадал в поле зрения полиции за хранения наркотиков, а с 2002 по 2006 отсидел 4 года за попытку изнасилования женщины.

## Убийства
В период с сентября 2012 по июль 2013 года Майкл Мэдисон похитил и убил трёх женщин. Убийца задушил их, затем похоронил их возле своего дома. Соседи Мэдисона позвонили в полицию из-за неприятного запаха и на месте его дома извлекли 3 разлагающихся тела. 
• Первой жертвой стала 28-летняя Шитиша Шилли. Она пропала в конце сентября 2012 года. 
 • Второй жертвой стала 38-летняя Анджела Дескинс. Пропала без вести в июне 2013 года. 
 • Третьей и последней жертвой стала 18-летняя Ширельда Хелен Терри. Пропала 10 июля 2013 года во время летней работы в местной начальной школе. 
 После исчезновений родственники и полицейские искали жертв и до момента нахождения тел они числились пропавшими без вести. После ареста убийцы родные погибших узнали подробности убийств.

## Суд
После того, как соседи обратились в полицию из-за неприятного запаха в доме Майкла Мэдисона, полицейские прибыли по указанному адресу и провели у него обыск. Во время обыска криминалисты изъяли тела трёх убитых женщин. Мэдисона тут же арестовали, и он сознался в убийствах. Майклу Мэдисону предъявили обвинения в похищении, изнасиловании и убийстве. Суд состоялся 4 апреля 2016 года. 5 мая 2016 года Верховный суд штата признал Майкла Мэдисона виновным в убийствах Ширельды Терри, Шетиши Шили и Анджелы Дескинс и приговорил его к смертной казни. Во время вынесения смертного приговора отец убитой Ширельды Терри Ван Терри набросился на убийцу в порыве ярости. 21 июля 2020 года Верховный суд штата Огайо оставил смертный приговор в силе.